# کانتو کوبو
کانتو کوبو یا کانتو گوشو (به ژاپنی: 関東公方 Kantō kubō) یا کاماکورا کوبو، به معنی قائم مقام شوگون در منطقه کانتو، عنوانی معادل شوگون بود که توسط آشیکاگا موتوئوجی پس از نامزدی او برای ریاست بر کاماکورا-فو (حکمرانان منطقه کاماکورا و ۱۰ ولایت دیگر اطراف در منطقه کانتو در سال ۱۳۴۹ میلادی به وجود آمد. در زمان آغاز شوگون‌سالاری، شوگون‌های خاندان آشیکاگا مجبور شده بود از کاماکورا به کیوتو نقل مکان کند و کاماکورا (کاماکورا، کاناگاوا) و منطقه کانتو را، به دلیل مشکلات مداومی که برای تحت کنترل نگه داشتن امپراتور و وفاداران داشتند، رها کند.
آشیکاگا موتوئوجی پس از آن عنوان کانتو کانری را برای مقام معاون و دستیار کانتو کوبو که به خاندان اوئه‌سوگی اختصاص داشت، ارائه کرد.